# Bruno Marzloff
Pour les articles homonymes, voir Marzloff.
Bruno Marzloff, né le 15 mars 1948, est un sociologue et prospectiviste français spécialisé sur les questions de mobilité.

## Parcours
Diplômé en sciences politiques, Bruno Marzloff a été consultant en études marketing avant de créer une agence de communication puis une cellule de conseil média et de fonder le cabinet d'études sociologiques et de conseil Chronos en 1993 qu'il a dirigé jusqu'en 2015.

## Chronos
Cabinet d'études sociologiques et de conseil en innovation qui observait et analysait au départ principalement les enjeux des mobilités, Chronos étudie aujourd'hui plus largement l'évolution des usages de la ville et des territoires (en termes de mobilités, de travail, de consommation, d'habitat et espaces publics) et les changements qu'implique le numérique sur le quotidien des individus. 
Chronos est une entreprise sociale, membre du Groupe SOS depuis 2015. 

## Publications
- "Ville data. Ville média" dans Ville, architecture et communication, dirigé par Thierry Paquot, CNRS Éditions, 2014
- Sans bureau fixe", Les Éditions FYP, 2013
- Le 5e écran. Les médias urbains dans la ville 2.0, Les Éditions FYP, 2009
- Pour une mobilité libre et durable, avec Daniel Kaplan de la FING, Les Éditions FYP, 2009
- Mobilités, trajectoires fluides, L'Aube, 2005
- Le temps des puces, avec Stéphane Glaziou, Carnot, 1999
- Transit ou les lieux et les temps de la mobilité, avec François Bellanger, L'Aube, 1996